# Бугалу (жанр)
Буґалу (англ. Boogaloo, також: shing-a-ling, лат. Boogaloo, латинський R&B) — жанр латинської музики і танцю, який був популярний в Сполучених Штатах у 1960-х роках. Буґалу  виник в Нью-Йорку переважно серед латиноамериканських підлітків. Стиль був поєднанням популярного афроамериканського ритм-енд-блюзу (R&B) і соул-музики з мамбо і  сон монтуно з піснями англійською та іспанською мовами. Танець і музику жанру буґалу основній американській аудиторії представила телевізійна музикальна програма «American Bandstand», а пісня Піта Родрігеса «I Like It like That» набула великої популярності. Крім назви, танець не має нічого спільного з електрик буґалу, стилем танцю, який розвивався десятиліттями пізніше під впливом фанк-музики та хіп-хоп танцю.

## Історія
У США, в період 1950-х і 60-х років, афроамериканці слухали музику різних стилів, включаючи джамп-блюз, R&B і ду-вап. Латиноамериканці в Нью-Йорку слухали ще такі жанри  як мамбо чи ча-ча-ча. Громади пуерториканців, кубинців, афроамериканців та інших національностей намагалися знайти спільні музичні смаки. Буґалу якраз і став результатом цього пошуку, поєднанням багатьох стилів, включаючи кубинський сон монтуно, guaguancó, гуахіру, гуарачі, мамбо і американського R & B і соул музику . 
Буґалу прозвали «найбільшим досягненням у світі кубинської музики» (Izzy Sanabria). Стилі на кшталт doo wop також залишили свій слід у формуванні жанру завдяки Тоні Пабона (з гурту Піт Родрігес), Боббі Маріна, короля Нандо, Джонні Колона та його вокалістів Тоні Рохаса і Тіто Рамоса. 
Проте, буґалу став популярним лише десятиліття потому, коли в 1963 році в Топ 20 найкращих хітів  увійшла кавер-версія Монго Сантамарія на пісню Хербі Хенкока «Watermelon Man» і «El Watusi» Рея Барретто. Натхненні таким успіхом, деякі гурти почали повторювати ці захоплюючі ритми (латинізовані R&B), а також інтенсивні ритми конга і наповнені сенсом пісенні тексти. Буґалу був єдиним напрямком кубинського стилю, пісні якого писалися деякий час англійською. Оркестри, які потрапили під цей музикальний вплив, деколи також виконували музику буґалу. Переважна кількість гуртів складалися з молодих музикантів, інколи навіть і підлітків (гурти Latin Souls, the Lat-Teens, Pucho & His Latin Soul Brothers, Joe Bataan] і the Latinaires. 
Термін буґалу як різновид музичного стилю був заснований, ймовірно, близько 1966 року  Річі Реєм і Боббі Крусом. Найбільшим хітом 60-х років став «Bang Bang» із секстетом Джо Куби, який у 1966 році продав більше мільйона копій синглу. Пісня «El Pito» стала ще одним таким хітом. Також не менш популярні хіти належали гурту Джонні Колона «Boogaloo Blues», Піта Родрігеса «I Like It like That]», і Ектора Рівера «At the Party». 
У цьому ж 1966 році, коли творчість Джо Куба набула популярності, відбулося закриття нью-йорського танцювального залу  Palladium, коли місце, що було душею мамбо музики протягом багатьох років, втратило ліцензію на алкоголь. Це стало причиною того, що мамбо позбавився своєї популярності, і буґалу очолював латинські музичні чарти впродовж декількох років, поки сальса не отримала першість. У той же час почали поширюватися кілька інших ритмічних новинок: музика гуртів the Dengue Fever та the Jala-jala, а також shing-a-ling ритми були витоками мамбо і ча-ча-ча.
Старше покоління латиноамериканських музикантів звинуватили у використанні свого статусу для придушення молодого руху з комерційних мотивів. З їх сторони був певний тиск на організаторів виступів, але це все припинилося до 1970 року. Можливо, причина була у ворожнечі між музикальними гуртами і передовими імпресаріо (точна версія залишається невідомою). Це був короткий, але надзвичайно активний музичних рух, що високо цінується і дотепер. 
Латиноамериканські бугало гурти в основному складалися з молодих музикантів пуерториканської громади Нью-Йорка. Як наприклад Батаан, Куба, Боббі Валентин, гурти The Latin Souls і The Lat-Teens, Джонні Колон, Віллі Колон і  гурт The Latinaires. Таким чином, латиноамериканський бугало можна сприймати як «першу ньюйоріканську музику» (René López). Проте, латиноамериканські музиканти і композитори також зробили великий внесок у ду-вап. 
Музика буґалу поширювалася також  в Пуерто-Ріко, де найпопулярніший гурт El Gran Combo випустив багато пісень цього жанру. З музичних майданчиків Перу, Колумбії лунав буґалу, і не дивлячись на те, що  це захоплення тривало лише до 1968/69 року, майже кожен артист латиноамериканського танцю того часу записав у свій альбом принаймні кілька музичних творів жанру бугало. Серед них Едді Пальміері "Ay Que Rico" і Тіто Пуенте «Hit the Bongo», що були музикантами ери мамбо, а також «ветеранами» бугало. 
Буґалу втратив свою популярність в кінці 1969 року. Що саме стало причиною такого швидкого спаду, достовірно невідомо. За даними кількох джерел, завидливе старше покоління музикантів вступали в змову із звукозаписувальними лейблами (зокрема, Fania Records), радіо-діджеями та промоутерами танцювальних залів, з метою заборонити буґалу гуртам виступати, а музику транслювати на радіо. Такий розвиток подій можна спостерігати у  документальному фільмі 2016 року «We Like It Like That», що роповідає історію латиноамериканського буґалу. Інша версія полягає в тому, що стиль буґалу просто вичерпав себе.  p168Це дозволило старшому музичному поколінню повернутись на сцену в Нью-Йорку. На початку 1970-х років успіх  сальси був просто вибуховим, і на сцену змогли повернутися, колись надзвичайно відомі, Пуенте і брати Пальміері,на відміну від більшості інших гуртів (винятки — Джо Батаан і Віллі Колон).
Ді-джеї у місті Калі, Колумбія, вмикали буґалу, на таких радіостанціях як FM і AM, а також танцювальних клубах. Гурт The Caleños полюбляв збільшувати швидкість своєї буґалу музики, від 33 до 45 об\хв, щоб вона відповідала швидкості вуличного танцю. За останні роки, відродження  популярності класичного буґалу призвела до возз'єднання таких гуртів, таких як Boogaloo Assassins в Лос-Анджелесі, а також "Spanglish Fly" [Архівовано 11 квітня 2022 у Wayback Machine.] Рей Луго & The Boogaloo Destroyers в Нью-Йорку. У 2014 році у Рея Луга разом із гуртом The Boogaloo Destroyer вийшов другий студійний альбом, ¡Que Chevere! [Архівовано 4 квітня 2019 у Wayback Machine.]  [Архівовано 4 квітня 2019 у Wayback Machine.], що дозволило продемонтрувати публіці класичне звучання бугало на престижних північноамериканських та європейських музичних фестивалях, що завершилося виступом у Нью-Йоркському центрі Лінкольн влітку 2015 року, де гурт виступив вживу з першопрохідцями буґалу Пітом Родрігесом, Річі Реєм і Джо Батааном.  Того ж року вийшло видання New York Boogaloo від Spanglish Fly, що є, напевно, найкращим приклад відродження буґалу як стилю, а також співпраці ретро музикантів із новим перспективним музикальним поколінням. У 2018 році гурт об'єдався з Баатаном, з метою поєднати класику і сучасність, а також випустити «New York Rules», перший сингл для альбому Ay Que Boogaloo. 

## Відомі альбоми
- The Harvey Averne Dozen, Viva Soul! (Atlantic, 1968)
- Рей Барретто[en], Viva Watusi! (UA Latino, 1965)
- Джо Батаан[en], Gypsy Woman (Fania, 1967)
- Віллі Бобо, Uno, dos, tres (Verve, 1966)
- Джонні Колон[en], Boogaloo Blues (Fania, 1967)
- Віллі Колон[en], El Malo (Fania, 1967)
- Джо Куба[en] Sextet, Bang! Bang! & Push, push, push  (Tico, 1967)
- El Gran Combo de Puerto Rico[en], Boogaloos (Gema, 1967)
- Ray Lugo & The Boogaloo Destroyers, ¡Que Chevere! [Архівовано 4 квітня 2019 у Wayback Machine.] (Freestyle, 2014) Second studio Album from internationally acclaimed New York City outfit.
- Джої Пастрана[es], Let's ball (Cotique, 1967)
- Pucho & His Latin Soul Brothers[en], The Best of Pucho and the Latin Soul Brothers (Ace, 1966–1970)
- Річі Рей[en], Se soltó (On the loose) (Tico, 1966)
- Річі Рей[en], Jala Jala y Boogaloo[en] (Tico, 1967)
- Піт Родріґес[en], I Like It Like That (Alegre, 1967)
- Віллі Родріґес[en], At the Happening (Fonseca, 1965)
- Джонні Замот,  The latin sound (Decca, 1967)
- Spanglish Fly, New York Boogaloo [Архівовано 4 квітня 2019 у Wayback Machine.] (Chaco World Music, 2016) Full-length LP from premier boogaloo revival band
- Bigbadboogaloo: Latin boogaloo from the Big Apple (Harmless HURTLP044). Double album compilation includes the LeBrón Brothers[en], the Tico All Stars, El Gran Combo de Puerto Rico[en], Johnny Rivera and The Tequila Brass and Pete Rodríguez. [./https://en.wikipedia.org/wiki/Jack_Costanzo [Архівовано 27 жовтня 2017 у Wayback Machine.] Jack Costanzo] & Gerry Woo with [./https://en.wikipedia.org/wiki/Cannonball_Adderley [Архівовано 6 травня 2019 у Wayback Machine.] Cannonball Adderley]'s Jive Samba (arranger: Héctor Rivera) and Dianne and Carole's The Fuzz (written and arranged by [./https://en.wikipedia.org/wiki/Louie_Ramírez Louie Ramírez]) are stand-outs.